# 세종 한신더휴 리저브 II
세종 한신더휴 리저브 II(영어: Sejong Hanshin The Hue Reserve II)는 대한민국 세종특별자치시 나성동 행정중심복합도시에 완공된 아파트 단지이다.

## 같이 보기
- 세종특별자치시의 마천루 목록